# Solen marginatus
Couteau-gaine, Couteau droit d'Europe
Espèce
Synonymes
- Solen marginatus var. adusta Bucquoy, Dautzenberg & Dollfus, 1895[2]
- Solen marginatus var. major Bucquoy, Dautzenberg & Dollfus, 1895[2]
- Solen rotundatus Spengler, 1794[2] [3]
- Solen vagina auct.[2]

Solen marginatus, communément appelé couteau-gaine ou couteau droit d'Europe, est une espèce de mollusques bivalves de la famille des Solenidae.
Sa longueur adulte est de 12 cm, sa coquille est tout à fait droite. Près du bord antérieur, un sillon perpendiculaire est un marqueur de l'espèce. 
L'espèce subit une forte concurrence   du couteau américain, arrivé en Europe vers 1978 avec l'eau de ballast des navires.